# Gouvernement Banomyong I
Thaïlande
14e cabinet
(Khuang Aphaiwong II) 16e cabinet
(Pridi Banomyong II)
Le premier gouvernement Pridi Banomyong (thaï : คณะรัฐมนตรีปรีดี พนมยงค์ 1) est le quinzième gouvernement de la Thaïlande, entre le 24 mars et le 11 juin 1946.
Il est dirigé par Pridi Banomyong, anciennement régent auprès du roi Rama VIII et ministre sous plusieurs gouvernements précédents. 
Après avoir été investi officiellement Premier ministre le 24 mars, son gouvernement est nommé le jour même.
Il succède au deuxième gouvernement de Khuang Aphaiwong et est remplacé par son propre second gouvernement.

## Composition

### Premier ministre et ministres
| Fonction                               | Nom                              |
| -------------------------------------- | -------------------------------- |
| Premier ministre Ministre des Finances | Pridi Banomyong                  |
| Ministre de la Défense                 | Jira Wichitsongkram              |
| Ministre des Affaires étrangères       | Direk Chainam                    |
| Ministre de l'Agriculture              | Thawi Bunyaket                   |
| Ministre des Transports                | Saprang Thephasadin na Ayutthaya |
| Ministre du Commerce                   | Kri Dechatiwong                  |
| Ministre de l'Intérieur                | Chuang Chawengsaksongkhram       |
| Ministre de la Justice                 | Uthai Saengmanee                 |
| Ministre de l'Éducation                | Duean Bunnag                     |
| Ministre de la Santé publique          | Chey Sunthornphiphit             |
| Ministre de l'Industrie                | Sang-uan Chuthatamee             |
| Ministre sans portefeuille             | Panya Romyanon                   |
| Ministre sans portefeuille             | Wirot Kamonphan                  |
| Ministre sans portefeuille             | Thuan Wichaikatkha               |
| Ministre sans portefeuille             | In Bunnag                        |

### Vice-ministres
- Vice-ministre des Finances : Wichit Lulitanon

## Fin
La promulgation de la nouvelle Constitution de 1946 est contre-signée par le roi Rama VIII le 10 mai 1946. Celle-ci fait également élire pour la première fois des sénateurs (cependant au scrutin indirect car élus par la Chambre des représentants).

Promulgation de la Constitution thaïlandaise de 1946
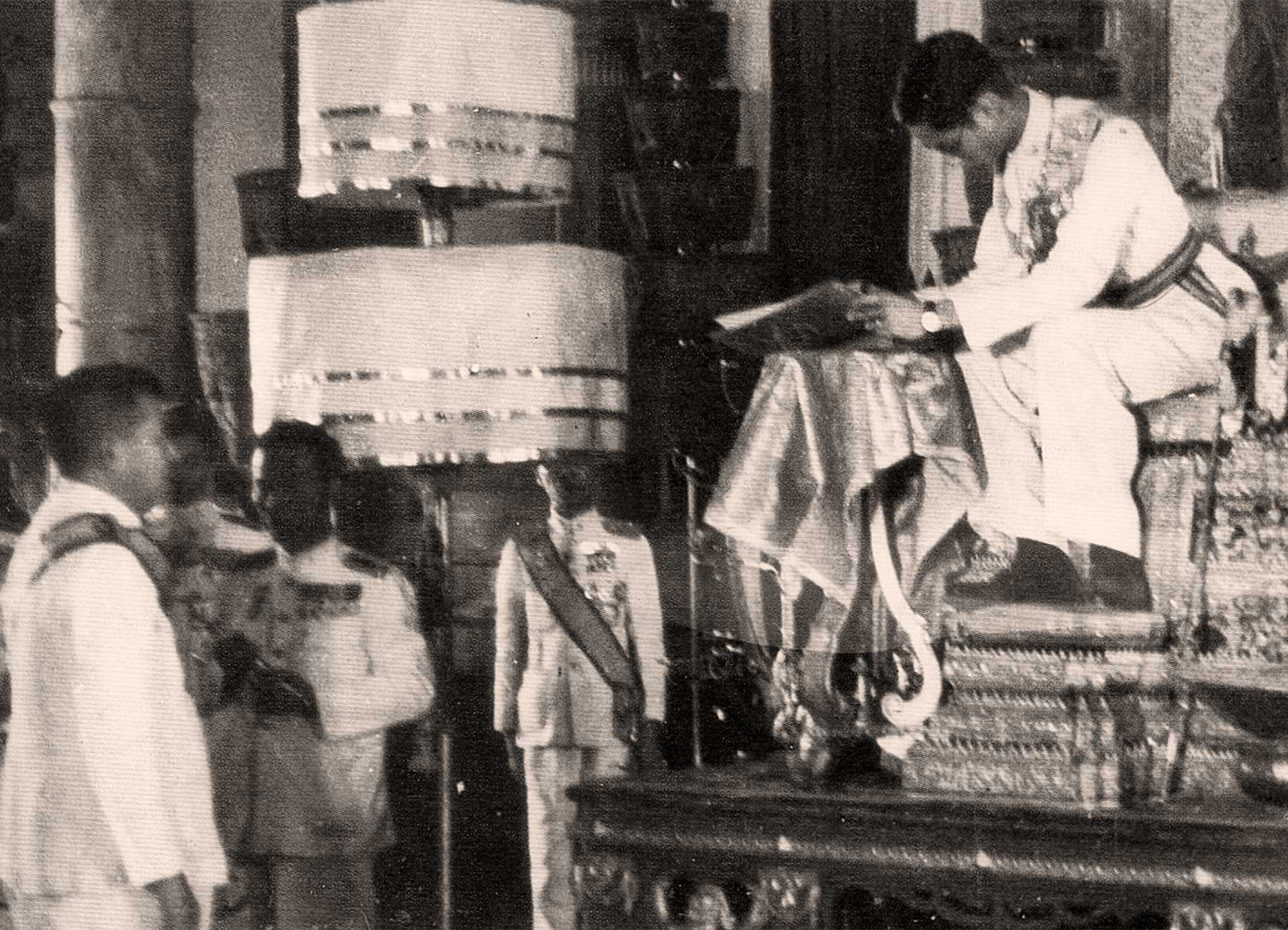
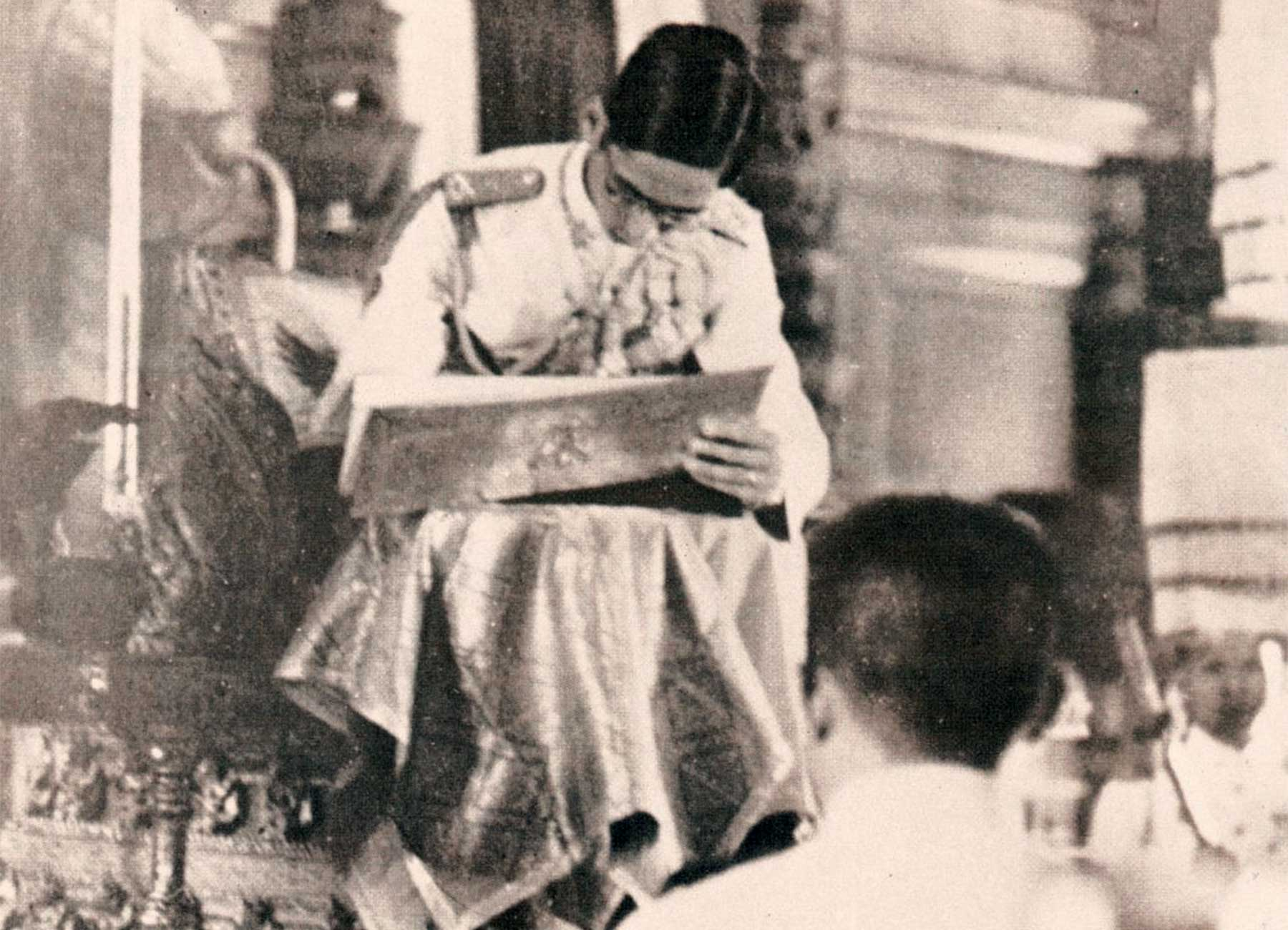
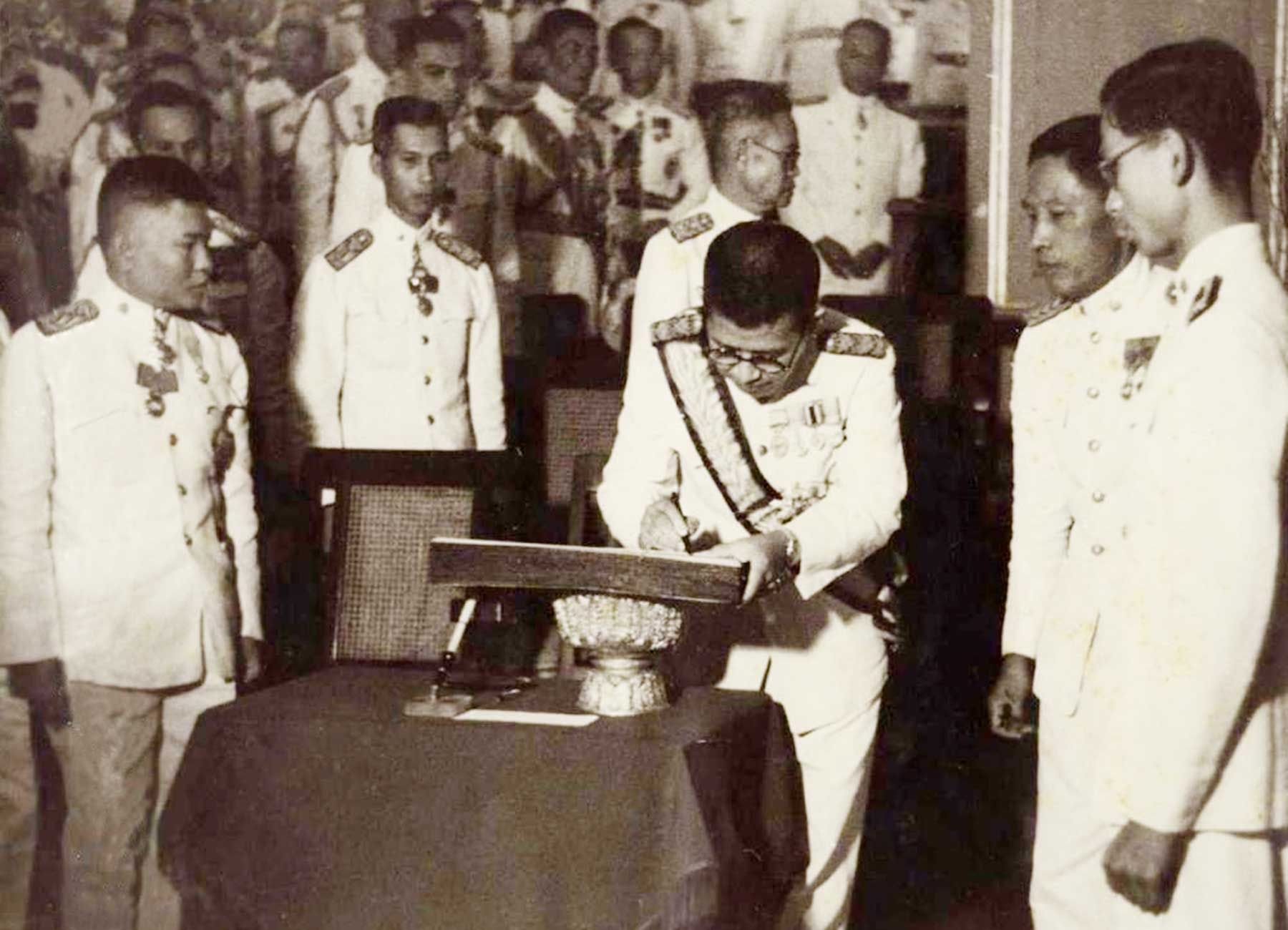

Le monarque meurt cependant subitement le 9 juin. Accusé par le Parti démocrate d'être derrière sa mort, Pridi Banomyong démissionne deux jours plus tard.